# Serravalle a Po
Serravalle a Po is een gemeente in de Italiaanse provincie Mantua (regio Lombardije) en telt 1720 inwoners (31-12-2004). De oppervlakte bedraagt 26,3 km², de bevolkingsdichtheid is 66 inwoners per km².
De volgende frazioni maken deel uit van de gemeente: Castel Trivellino, Libiola, Torriana Po.

## Demografie
Serravalle a Po telt ongeveer 659 huishoudens. Het aantal inwoners daalde in de periode 1991-2001 met 1,9% volgens cijfers uit de tienjaarlijkse volkstellingen van ISTAT.
| Jaar | Inwoneraantal |
| ---- | ------------- |
| 1991 | 1755          |
| 2001 | 1722          |

## Geografie
Serravalle a Po grenst aan de volgende gemeenten: Gazzo Veronese (VR), Ostiglia, Pieve di Coriano, Quingentole, Revere, Sustinente.